# Andrew Holness
Pour les articles homonymes, voir Holness.
Andrew Holness, né le 22 juillet 1972 à Spanish Town,, est un homme d'État jamaïcain. Membre du Parti travailliste, il est Premier ministre du 23 octobre 2011 au 5 janvier 2012 et de nouveau depuis le 3 mars 2016.

## Biographie
Né d'un père fermier, de conviction socialiste, et d'une mère fonctionnaire dans l'administration, il effectue ses études à l'Université des Indes occidentales, où il obtient une licence en management puis un master en sociologie du développement,.
Avant son entrée en politique, il est, de 1994 à 1996, directeur exécutif de l'Organisation volontaire pour l'édification des enfants (Voluntary Organization for Uplifting Children), une ONG d'assistance sociale. En 1995, le chef de l'opposition officielle et du Parti travailliste, Edward Seaga, l'invite à travailler pour lui comme assistant personnel, avec pour responsabilité de formuler des propositions dans la politique de lutte contre la pauvreté et d'investissement social,.
Il est élu membre du Parlement pour la circonscription de West Central St. Andrew en 1997. Il est le porte-parole de l'opposition sur les questions foncières et de développement de 1999 à 2002, puis sur les questions de logement, et enfin de l'éducation à partir de 2005. Les travaillistes remportent les élections législatives de septembre 2007 et le nouveau Premier ministre Bruce Golding nomme Holness ministre de l'Éducation,.
Après la démission de Bruce Golding, il prend la tête du Parti travailliste, et lui succède comme Premier ministre le 23 octobre 2011 tout en demeurant ministre de l'Éducation. À l'âge de 39 ans, il devient le plus jeune chef du gouvernement de l'histoire du pays et le premier à être né après l'indépendance,.
Le site du Premier ministre affirme que Holness « peut-être décrit comme étant de centre gauche sur certaines questions sociales, mais conservateur sur le plan fiscal et économique »,.
Son parti perd les élections législatives du 29 décembre 2011. Le 5 janvier 2012, il quitte le pouvoir en cédant la place au nouveau Premier ministre, Portia Simpson-Miller.
Après quatre ans dans l'opposition, les travaillistes remportent les élections législatives du 25 février 2016. Andrew Holness prête serment comme Premier ministre le 3 mars suivant.
Il remporte les élections du 3 septembre 2020 et est reconduit au poste de Premier ministre le 7 septembre.
Son gouvernement s'aligne sur celui des États-Unis concernant les relations internationales. Au sujet du Venezuela, il refuse de reconnaître le président Nicolas Maduro et apporte son soutien à Juan Guaido, un dirigeant de l'opposition s'étant auto-proclamé président. Il est convoqué avec les autres dirigeants pro-américain des Caraïbes à une réunion avec Donald Trump en mars 2019 pour définir une politique commune sur la situation au Venezuela et les « pratiques économiques prédatrices » de la Chine.

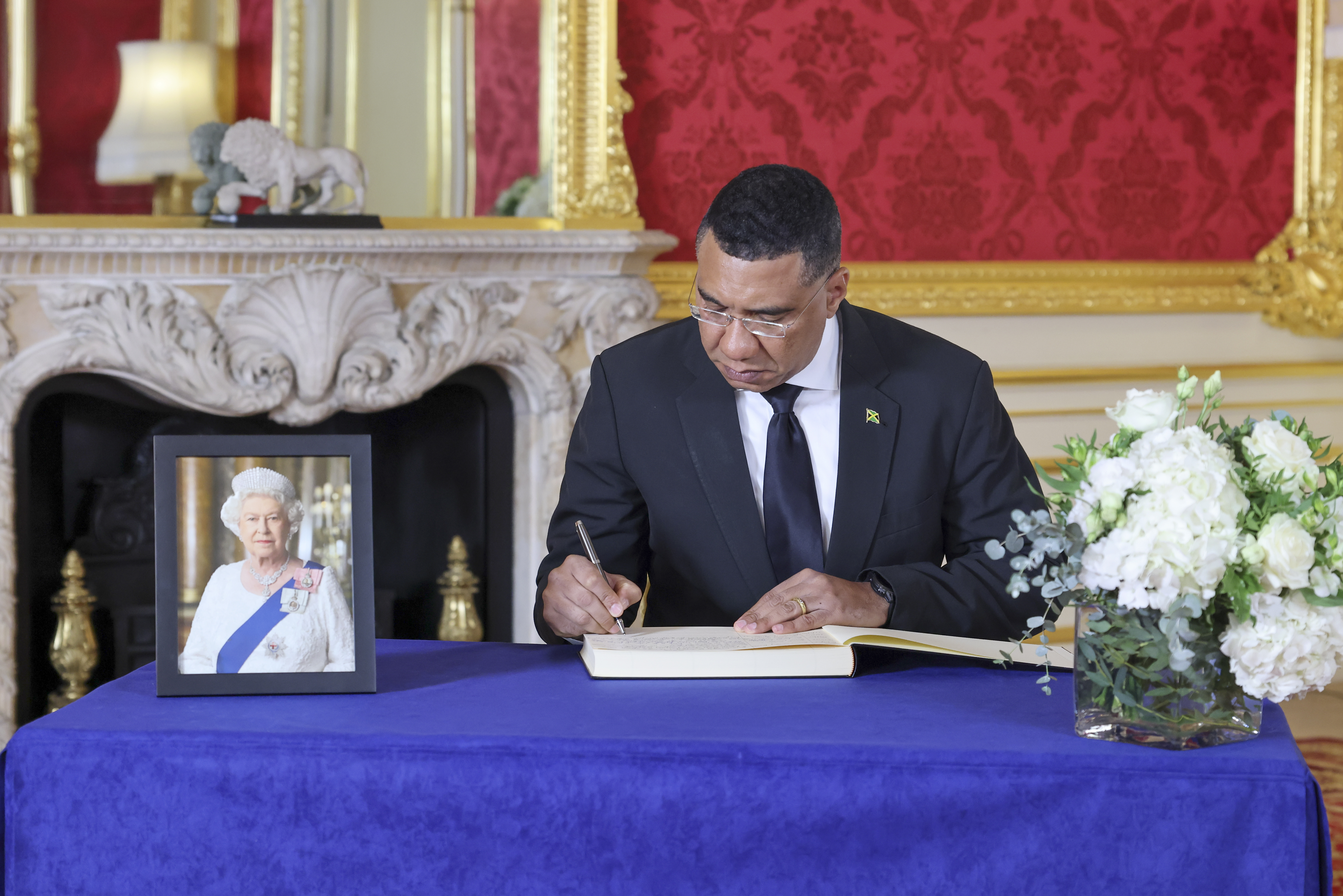
Andrew Holness signant à Lancaster House en septembre 2022 le livre de condoléances après la mort de la reine de Jamaïque, Élisabeth II.

Dès son entrée en fonction, Andrew Holness affirme régulièrement son engagement en faveur d'une république de Jamaïque et déclare que son gouvernement présenterait un projet de loi visant à remplacer le monarque jamaïcain par « un président non exécutif à la tête de l’État »,. En juin 2022, le gouvernement annonce son intention de mener le pays vers une république avant les prochaines élections législatives, prévues en 2025.

## Vie personnelle
Depuis 1997, Andrew Holness est mariée avec Juliet Holness (née Landell). Le couple a deux enfants, Adam et Matthew.
Andrew Holness est membre de l'Église adventiste du septième jour.

## Distinctions

### Décorations
- Membre de l'ordre de la Nation (en) (Jamaïque, 2016)[11].
- Grand-croix à l'étoile d'or de l'ordre du Mérite de Duarte, Sánchez et Mella (République dominicaine, 2017)[12].

### Autres distinctions
- Membre du très honorable Conseil privé de Sa Majesté (26 mai 2021)[13].